# Har Šachal
Har Šachal (hebrejsky: הר שחל) je hora o nadmořské výšce přes 900 metrů v severním Izraeli, v Horní Galileji.
Nachází se v masivu Har Meron, přímo v prostoru severovýchodní části města Bejt Džan. Má podobu náhorní plošiny, která je z větší části stavebně využita zástavbou Bejt Džan (čtvrť al-Savana). Pouze nejsevernější část je nezastavěná a mírně porostlá vegetací. Jde o jeden z několika dílčích vrcholků, na nichž je toto město rozloženo. Kromě Har Šachal je to například Har Cafrir (1016 m n. m.) nebo Har ha-Ari (1048 m n. m.). Kopec Har Šachal je na východě ohraničen hlubokým údolím, kterým protéká vádí Nachal Šfanim, které pak na severovýchodním okraji kopce ústí do Nachal Kaziv.